# Martinsloch

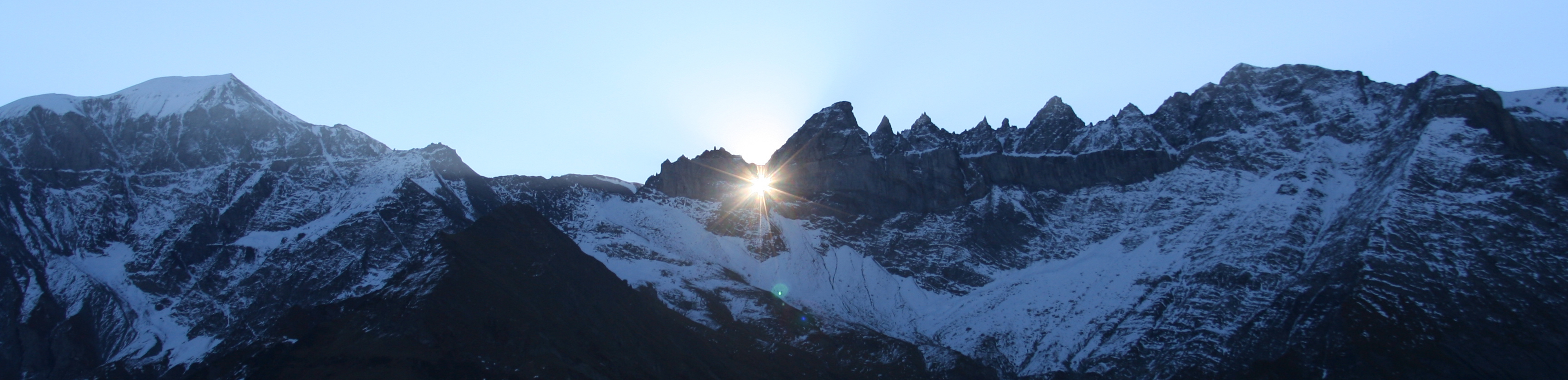
Sonne scheint durch das Martinsloch

Das Martinsloch ist ein Durchbruch in der Alpen-Kette der Tschingelhörner südöstlich von Elm im Kanton Glarus (Schweiz) in Form eines etwa 19 Meter breiten und etwa 22 Meter hohen Dreiecks. Es befindet sich knapp unterhalb des Gebirgskamms, der die Grenze zwischen den Kantonen Glarus und Graubünden bildet. Seine Höhe über Meer ist etwa 2600 Meter. An einigen Tagen im Frühjahr und Herbst scheint die Sonne morgens wenige Minuten lang durch das Loch auf den Ort Elm (Höhe über Meer etwa 980 Meter) hinunter.
Das Martinsloch entstand durch geologische Verwerfungen.

## Ein Naturspektakel

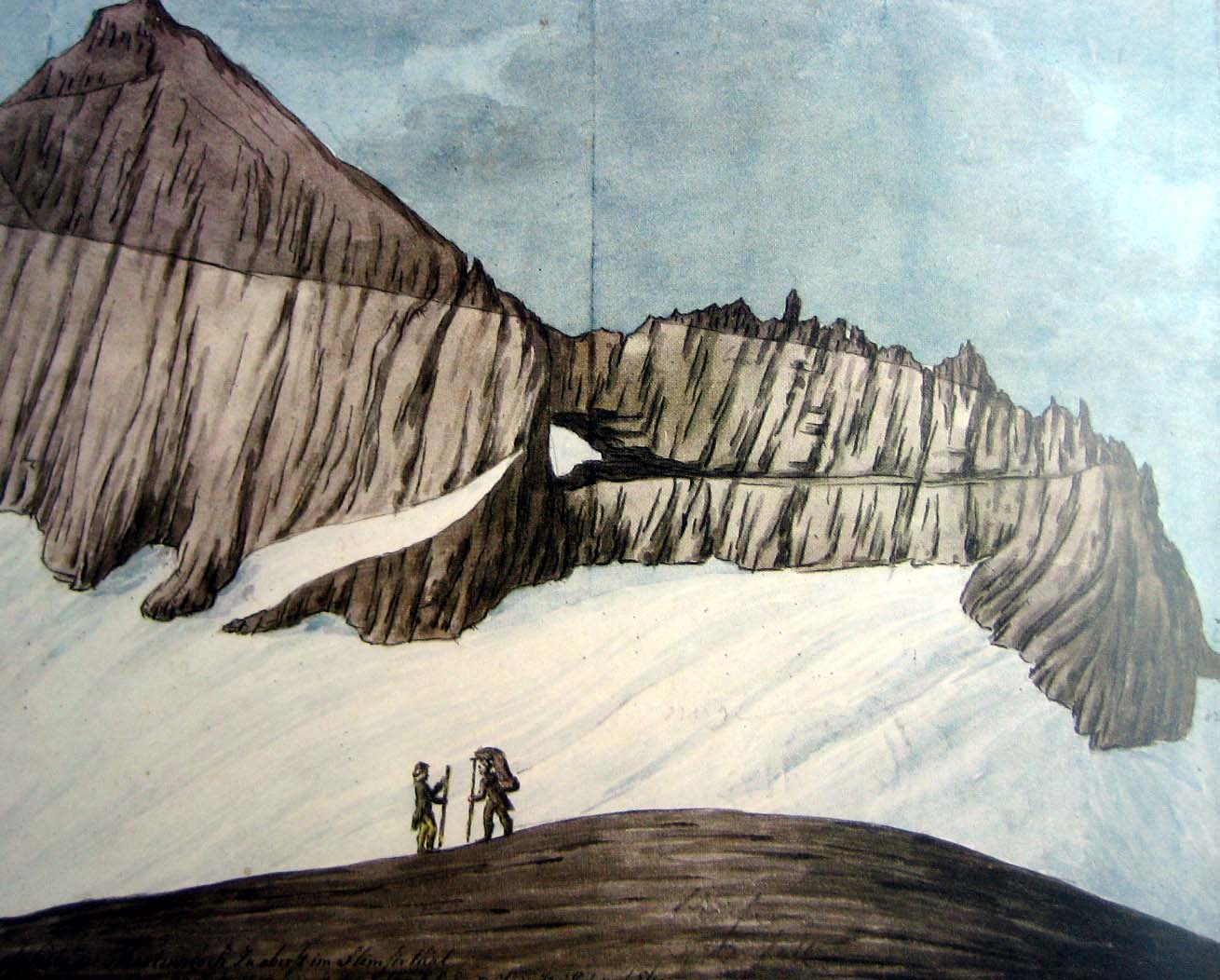
Martinsloch von der Bündner Seite, Aquarell von Hans Conrad Escher, 22. Juli 1812

An wenigen Tagen im März und September scheint die Sonne jeweils etwa zwei Minuten lang durch das Felsenloch auf den Elmer Kirchturm. Die Sonne verschwindet danach für knapp eine Viertelstunde wieder hinter dem Gebirge, bevor sie endgültig über der Bergflanke aufgeht. Das Sonnenlicht bildet dann bei dunstigem Wetter, gleich einem Scheinwerfer, einen deutlich erkennbaren 4,7 Kilometer langen Lichtkegel, der einen etwa 50 Meter grossen, mehr oder weniger runden Lichtfleck auf das Gelände um Elm wirft.
Hinter dem Dorf bewegt sich eine Lichtellipse von 105 m auf 50 m über die Landschaft, die durch den 44 Meter hohen Sattel über dem Martinsloch durch ein Schattenband von gut 10–15 m getrennt ist. Der Lichtfleck kriecht von oben links nach unten rechts mit etwa 32 cm pro Sekunde (je nach Einfallswinkel) den westlichen Hang hinunter. Dieses Phänomen ereignet sich jedes Jahr am 12. oder 13. März um 8:52 Uhr MEZ und im Herbst am 30. September und 1. Oktober um 9:33 Uhr MESZ. Weil die beiden Tagundnachtgleichen jeweils infolge der Schalttage um einen Tag variieren, fällt das maximale Ereignis auch auf einen Tag früher oder später.

### Verschiedene Beobachtungen
Schon in historischen Reiseberichten werden die Sonnenaufgänge im Felsenfenster eindrucksvoll geschildert. In den Chroniken findet man auch genauere Angaben über das Eintreten des Sonnenereignisses. So berichtet etwa Johann Gottfried Ebel in seiner Schilderung der Gebirgsvölker der Schweiz, dass die Sonne am „3., 4. und 5. März sowie 14. und 15. September alten Stiles [Anm.: vor Einführung des gregorianischen Kalenders]“ durch das Loch schiene und dabei den Kirchturm erleuchte.
Der französische Naturforscher H. Besson, der das Sonnenphänomen auf seiner Reise im Jahr 1777 beobachtet hat, schreibt: „Bemerkenswert ist auf der Höhe des Falzaber-Berges ein rundes Loch, das vom Dorf aus gesehen etwa drei Fuss Durchmesser zu haben scheint. Am 3., 4. und 5. März und am 14., 15. und 16. September alter Zeitrechnung wandert die Sonne hinter diesem Loch durch; man sieht ihr volles Rund am 4. und 5., wobei sie auch den Kirchturm von Elm beleuchtet. Die Einwohner sagen, das Loch sei sehr gross, es könne etwa 25 Fuss Durchmesser haben.“
All diese Schilderungen haben eines gemeinsam: Sie bringen den Sonnenaufgang im Martinsloch stets mit dem Beleuchten der Elmer Kirche in Verbindung.
Tatsächlich scheint die Sonne aber länger als einen Monat durch die Felsöffnung am Fusse des Grossen Tschingelhorns, was dann nicht mehr von Elm aus, aber auf dem Gegenhang westlich und südwestlich des Ortes beobachtet werden kann.

### Direkte Beobachtung

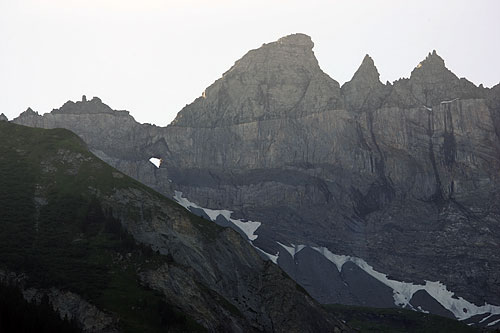
Martinsloch

Bei der Beobachtung des Spektakels bei klaren Sichtverhältnissen ist ähnliche Vorsicht geboten wie bei einer Sonnenfinsternis. Das Loch wird vom Dorf aus gesehen durch eine vorgelagerte Felsfalte teilweise verdeckt. Trotzdem gibt es auf die Entfernung von gut vier Kilometer flächenmässig immerhin 11,7 % oder etwa ein knappes Achtel der scheinbaren Sonnenscheibenfläche preis. Durch die Minderung des Lichtes entstehen eine matte Ausleuchtung der beschienenen Stellen und sehr scharf konturierte Schlagschatten wie bei einer partiellen Verfinsterungsphase von etwa zwei Dritteln des Sonnendurchmessers.

## Entstehung des Phänomens
Als eine der Hauptursachen für das Elmer Phänomen werden häufig die Keplerschen Gesetze genannt. Diese haben aber nur einen geringen Einfluss auf das Geschehen und bewirken lediglich den zeitlichen Unterschied zwischen den März- und Oktober-Ereignissen von 19 Minuten, der sich aus der Differenz der „wahren“ und der „mittleren“ Sonnenzeit ergibt (Zeitgleichung).
Ausschlaggebend ist die Neigung der Erdachse gegenüber der Ekliptik. Die Keplerschen Gesetze beschreiben die Planetenbahnformen und Planetenbewegungen. Alle Planeten des Sonnensystems laufen auf elliptischen Bahnen um die Sonne; also auch die Erde. Doch selbst wenn die Erde auf einer kreisrunden Bahn um die Sonne liefe, käme das Elmer Phänomen zustande. Die ungleichförmige Bewegung der Erde um die Sonne sorgt aber für einen speziellen Rhythmus, nach dem sich die Sonnendurchgänge im Martinsloch wiederholen. Vom Frühjahres- zum Herbstereignis vergehen genau 200 Tage, was sich aus der Länge des Sommerhalbjahres von 186 Tagen Länge plus zweimal 7 Tage (Differenz zwischen dem Ereignis und dem Frühlings- respektive Herbstäquinoktium) errechnen lässt.
Für andere Sonnenlöcher, etwa für das Mürtschenfenster (Mühlehorn GL) oder das Ela-Loch ob Bergün, ergeben sich entsprechende Symmetrien in Abhängigkeit von Ereignistermin und Äquinoktium. Da die Erde einen Vierteltag länger als 365 Tage um die Sonne unterwegs ist, verschiebt sich der Lichtfleck an einem bestimmten Tag jährlich um etwa 25 Meter südwärts oder nordwärts gegenüber der Vorjahresposition. Erst mit der Korrektur des Schalttages verläuft die Bahn des Lichtflecks wieder gleich über das Gelände wie vier Jahre zuvor.
Wesentlich für das Studium der Elmer Ereignisse und deren Sichtbarkeit ist eigentlich nur die Deklination des Himmelskörpers, der durch das Martinsloch erscheint. Diese muss den exakten Wert von −2.82° (−2° 49') aufweisen, sollte das Objekt von der Elmer Kirche aus gesehen werden. Die Deklination der Sonne wird fast ausschliesslich durch die Schräglage der Erdachse bestimmt.
Ansonsten hat nur die Präzession, das Fortschreiten des Frühlingspunktes, eine Auswirkung auf das Erscheinen von Gestirnen im Loch, ihrerseits aber nur über riesige Zeiträume hinweg. Sämtliche Sternbilder des Tierkreises erscheinen gemäss ihrem Zyklus von 25.800 Jahren (dem „Platonischen Jahr“) im Martinsloch.
Vor 2000 Jahren ging die Sonne im Martinsloch an der Frühlings-Tagundnachtgleiche im Sternbild der Fische auf; zurzeit liegt ihr Aufgang im Loch hart an der Grenze zwischen den Konstellationen Wassermann und Fische.
Im Äquinoktium 2000, der gegenwärtigen 50-Jahresspanne (1975–2025) der Präzession gibt es nur zwei Fixsterne heller als etwa 5. Grössenklasse, die durch das Martinsloch scheinen und von blossem Auge theoretisch gesehen werden könnten. Einer davon, 58 Eta Serpentis ist sogar 3,4 Magnituden hell und könnte beispielsweise am 27. Mai um 23:42 Uhr MESZ von der Kirche aus im Loch gesehen werden. Der andere, 31-Tau-Hydra, ist ein Doppelstern, der jedoch nur mit 4.9 Magnituden leuchtet. Er wird am 22. Februar um 20:01 Uhr MEZ im Loch stehen.
Auch der Stern Mira, der in 331 Tagen seine Helligkeit zwischen etwa 3,4 und 9,3 Magnituden ändert, kann – sofern seine Helligkeit ausreichend ist – von der Kreuzung bei der Kirche Elm aus gesehen werden, und zwar am 15. Oktober um 22:25 Uhr MESZ. An diesem Tag oder einen Tag danach lässt sich am Morgen auch die Sonne im Martinsloch verfolgen, jedoch vom Ämpächli aus.

### „Martinsloch-Vollmond“
Auch der Mond und eine Reihe von Planeten scheinen sporadisch durch das Martinsloch auf die Kirche. Einige Quellen geben an, dass der Vollmond alle 19 Jahre entweder im Frühling oder im Herbst durch das Felsenfenster scheint und dabei die Kirche am gleichen Tag wie die Sonne, jedoch zwölf Stunden später trifft. Das letzte vergleichbare Ereignis fand am 2. Oktober 1982 um 20.32 Uhr MEZ statt, das nächste, bei dem man den Vollmond wiederum exakt von der Kirche aus erleben kann, erst am 1. Oktober 2058.
Der vom Physiker und Amateur-Astronomen Hans Weber auf den 2. Oktober 1982 vorausberechnete Vollmondaufgang erwies sich als Zufall, da dieses Ereignis äusserst selten und erst 76 Jahre später wieder sichtbar ist.
Hierzu können gerade die jüngste Doppelereignis-Serie (Sonne und Vollmond gleichentags im Martinsloch) als Beweisstück herangezogen werden. Am 2. Oktober 2001 war wieder Vollmond, genau 19 Jahre nach dem 1982er-Ereignis. Glaubt man Aussagen, hätte man den Mond von der Kirche aus sehen müssen. Doch wegen der zu hohen Deklination des Vollmondes musste man einen erhöhten Beobachtungspunkt am westlichen Berghang suchen (Bereich Chappelen), um vom Lichtfleck des Mondes überhaupt getroffen zu werden.
Am 30. September und 1. Oktober 2001 stand der Mond noch zu tief und es kamen nur Streckenabschnitte im Bereich Gerstboden und Spicher als Beobachtungsplätze in Frage. Der Mond konnte aber mit Sicherheit an keinem der Tage von der Kirche aus gesehen werden.
Der vermeintliche 19-jährige Zyklus leitet sich im Wesentlichen aus drei Mondzyklen ab, die auch beim Saros für die Bestimmung von Finsternissen eine Rolle spielen und nach einem bestimmten Zeitintervall wieder fast zur gleichen Konstellation führen. Die 19 Jahre entsprechen exakt 6939 oder 6940 Tage, je nachdem, ob vier oder fünf Schaltjahre in die jeweilige 19-Jahres-Periode fallen.
Synodische Umläufe (gleiche Phase bis gleiche Phase): 6939 oder 6940 Tage, dividiert durch den synodischen Monat von 29,53059 = 234,97668 bzw. 235,01054 synodische Monate. Die Reste von −0.68865 bzw. +0.31135 Tagen oder −16 h bis +7 h, um die der Mond nach jeder 19-Jahresspanne vorrückt bzw. zurückbleibt, kann im Verlauf der Jahrhunderte jedoch zu leicht zunehmenden bzw. abnehmenden Mondphasen führen.
Auch der drakonitische Monat (Durchgang durch Bahnknotenpunkt mit Ekliptik), der die ekliptikale Breite und damit auch die Deklination gegenüber dem Himmelsäquator mitbestimmt, sorgt für eine annähernd gleiche Mondposition in Bezug auf den Mondknoten: 6939 oder 6940 Tage dividiert durch 27,21222 Tage = 254,99573 bzw. 255,03248 Umläufe. Die Reste von −0,1161 bzw. +0,884 oder knapp 3 Stunden bzw. gut 21 Stunden, wirken sich aber auf die Knotenbewegung von einem zum nächsten Doppelereignis nur geringfügig aus. Erst nach mehreren Jahrhunderten macht sich die Knotenstellung der Mondbahn im Elmer Geschehen bemerkbar, ähnlich wie sich die Sichtbarkeitszonen von Sonnenfinsternissen allmählich nord- oder südwärts über den Erdglobus verlagern.
Nur der anomalistische Monat (Zeitintervall zwischen zwei aufeinanderfolgenden Durchgängen des Mondes durch seinen erdnächsten Punkt), der beim Doppelphänomen jedoch eine untergeordnete Rolle spielt, tut uns den Gefallen einer ganzzahligen Annäherung nicht: Dividiert man die 6939 bzw. 6940 durch seine Periode von 27,5546 Tagen, so erhält man 251,827 bzw. 251,864 Umläufe. Die Reste, die hier drei bis fünf Tagen entsprechen, bringen erhebliche Abweichungen in der Deklination zwischen jeweils zwei März- oder zwei Oktober-Ereignissen mit sich.

### Tabellen der Doppel-Ereignisse
Die nachfolgende Tabelle von solchen Doppel-Ereignissen verdeutlicht die rasche Veränderung der Mondhöhe und zeigt, dass nicht wirklich von einem 19-Jahreszyklus gesprochen werden kann, es sei denn das Gebiet von Beobachtungsstandorten für den Monddurchgang werde weiträumig auf die Umgebung von Elm ausgedehnt. Denn in vielen Fällen ist es nicht möglich, sowohl den Sonnen- als auch den Monddurchgang durch das Martinsloch von der Kirche Elm aus zu erleben. Besonders der Monddurchgang erfordert häufig einen Standort am Osthang des Schabell oder gar des Blistocks.
Tab. 1 und 2: Die zwei Übersichten zeigen alle Vollmondaufgänge im Martinsloch der gegenwärtigen Frühlings- bzw. Herbst-Serie. Steht die beobachtende Person bei der Elmer Kirche, so beträgt das Azimut des Martinslochs 118° 48' und die Höhe 20° 46' über dem mathematischen Horizont. Rot markiert sind alle Vollmondaufgänge, die von der Kirche aus gesehen werden können, blau, jene die im weiteren Bereich des Dorfes sichtbar sind und schwarz, Mondaufgänge, die vom Wander- und Skigebiet aus miterlebt werden können.
Eine Ursache für diese erheblichen „Geländesprünge“ sind die grossen täglichen Längenverschiebungen von 12–15° (oder ca. 50 min in Rektaszension), die oft mehrere Bogenminuten Deklinationsverschiebung pro Stunde zur Folge haben können. Da der genaue Vollmondzeitpunkt nach 19 Jahren nicht zur genau gleichen Zeit eintritt, ist sein Durchgang durch das Martinsloch eben meistens nicht von Elm aus zu sehen.
Weiter fällt auf, dass sich über mehrere Jahrhunderte hinweg die Ereignisdaten im Kalender allmählich nach hinten verschieben. So tritt beispielsweise das Doppelereignis im Jahr 2343 am 4. Oktober ein und der Lichtkegel des Vollmondes verfängt sich an den Hängen des Mittetaghorns. Die aktuelle Herbst-Ereignis-Serie, zu der das 1982er- und das jüngste Doppelphänomen 2001 zählen, bricht mit dem Ereignis am 1. Oktober 2096 ab. Alle nachfolgenden Ereignisse können nicht mehr als eigentliche Doppelphänomene betrachtet werden, weil der Vollmond infolge der Knotenverschiebung in Deklination massiv zu hoch eintritt und für die ganze Umgebung von Elm über den Zacken der Tschingelhoren aufsteigt.
Durch empirisches Vorgehen sind die Autoren auf Sekundärzyklen, vergleichbar den verschiedenen Saros-Familien, gestossen. So rechnet unser Programm einen Vollmondaufgang am 5. Oktober 1998 gegen 23:12 Uhr MESZ.
Allerdings war auch dieses Ereignis nur weit im Hinterland im Bereich „Chnellis“ zu sehen, während die Sonne morgens am nördlichen Dorfausgang durch das Martinsloch schien. Tags zuvor, am 4. Oktober 1998, war der Fast-Vollmond vom Suworow-Haus aus, die Sonne nur gut 75 Meter nördlich davon, auf der Höhe des Restaurants Sonne, durch das Felsenfenster sichtbar.
Zusammenfassend kann zu den scheinbar zyklisch wiederkehrenden Doppelereignissen folgendes gesagt werden: Beschränkt man das Sonne-Vollmond-Phänomen auf den Bereich des Dorfes Elm, so sind die wenigsten Ereignisse als „Doppelereignisse“ zu erleben. Noch viel seltener sind die reinen „Kirchen-Vollmonde“.
Die Herbstereignisse von 1982 und 2058 werden in diesem Sinne einzigartig sein und bleiben, und in der gegenwärtigen Frühjahres-Serie, die um acht Jahre gegenüber den Herbstereignissen verschoben ist, tritt das Doppelphänomen für die Elmer Kirche ebenfalls nur zweimal ein, nämlich am 11. März 2085 und am 11. März 2104.

### Sichtbarkeitsgebiet der Lunisolar-Ereignisse
Bei der Beobachtung der Sonnen- und Mondereignisse im Elmer Martinsloch stellt sich folglich die Standortfrage. Von wo aus kann ich ein bestimmtes Ereignis beobachten? Steigt etwa der Mond für das Dorf Elm durchs Felsenfenster auf oder muss ich einen Beobachtungsort am Abhang des Ämpächli oder Schabell wählen?
Zu diesem Zweck ist es wichtig zu wissen, von welchen Gebieten aus das Martinsloch überhaupt gesehen werden kann. Im Talgrund von Elm schränken einerseits die Flanke des Herberig am Mörder im Nordosten, andererseits die steilen Abhänge des Plattenbergs im Südosten das Blickfeld auf die Tschingelhorn-Gruppe und das Loch ein.
Wandert man im Talgrund der Grenze nach, von der aus genau die Hälfte des Loches durch einen Bergrücken abgedeckt wird, entsteht im Gelände ein keilförmiger Bereich, der sich gegen das Gebiet Unterbach hin stark verjüngt.
Südwestlich der Elmer Mineralquelle gleitet die Sichtbarkeitsgrenze das Empächli hinab und überquert das Hauptgebäude. Nun biegt die Linie nach Osten um und schneidet die Hauptstrasse auf der Höhe des Hauses J. Zentner. Die Grenze zieht weiter südlich am Schulhaus Sandgasse vorbei über die Sernf, um knapp nördlich der Funkantenne abrupt nach Nordwesten umzubiegen. Diesen Kurs beibehaltend, läuft die Linie über die Sägerei und das Elektrizitätswerk hinauf zum Volg-Laden, wo sie zum zweiten Mal die Hauptstrasse kreuzt.
Der Sichtbarkeitsbereich von der Hauptstrasse aus gesehen, erstreckt sich somit auf eine Länge von knapp 500 Meter (Haus J. Zentner bis nördlich Volg-Laden). Die Kirche Elm liegt ziemlich exakt in der Mitte dieses Bereichs. Ob die ersten Glarner das Martinsloch als Lunisolar-Observatorium benutzt haben, bleibt vorderhand reine Spekulation, solange keine Funde aus vorchristlicher Zeit gemacht werden.
Die ins Gelände projizierten Deklinationskurven verlaufen im Talgrund praktisch parallel von Westen nach Osten. In Elm selber sind nur Sonnen- und Mondereignisse zu beobachten, die in einem Deklinationsbereich von Dec = −1.8° und Dec = −4.7° stattfinden. In diesen Fällen trifft die Lichtellipse gemäss Figur 4 bestimmte Häusergruppen. Bei positiven Deklinationswerten verlagert sich das Sichtbarkeitsgebiet weiter südwestwärts ins Hinterland („Tristel“), während vom Gebiet „Steinibach“ aus bereits wieder der Plattenberg und der Gandstock die Sicht versperren. Hingegen können Sonnen- und Mondphänomene mit Deklinationswerten kleiner als Dec = −5.0° noch weit ins Gebiet Ämpächli/Schabell hinauf erlebt werden.

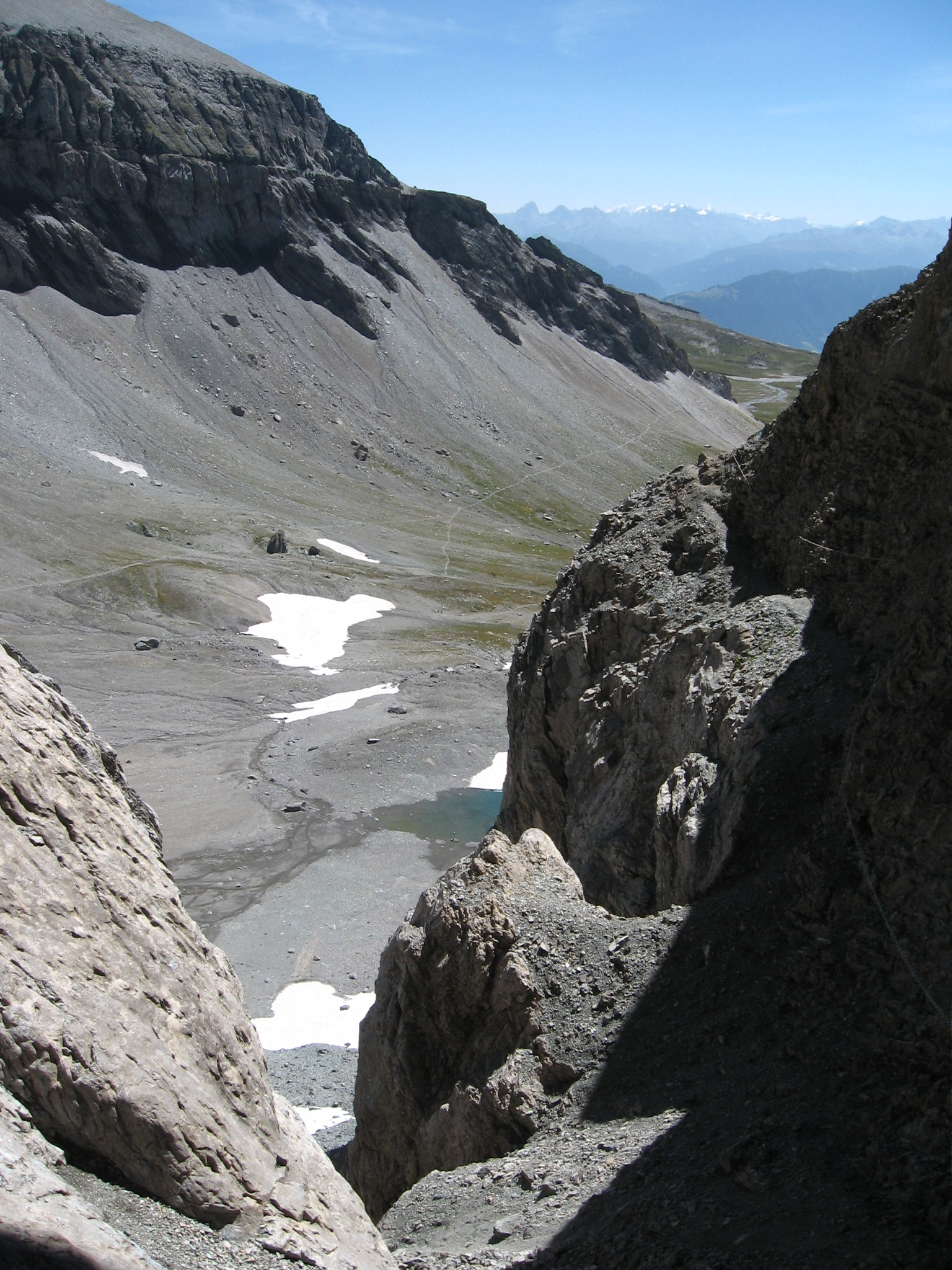
Sicht vom Martinsloch in Richtung Flims
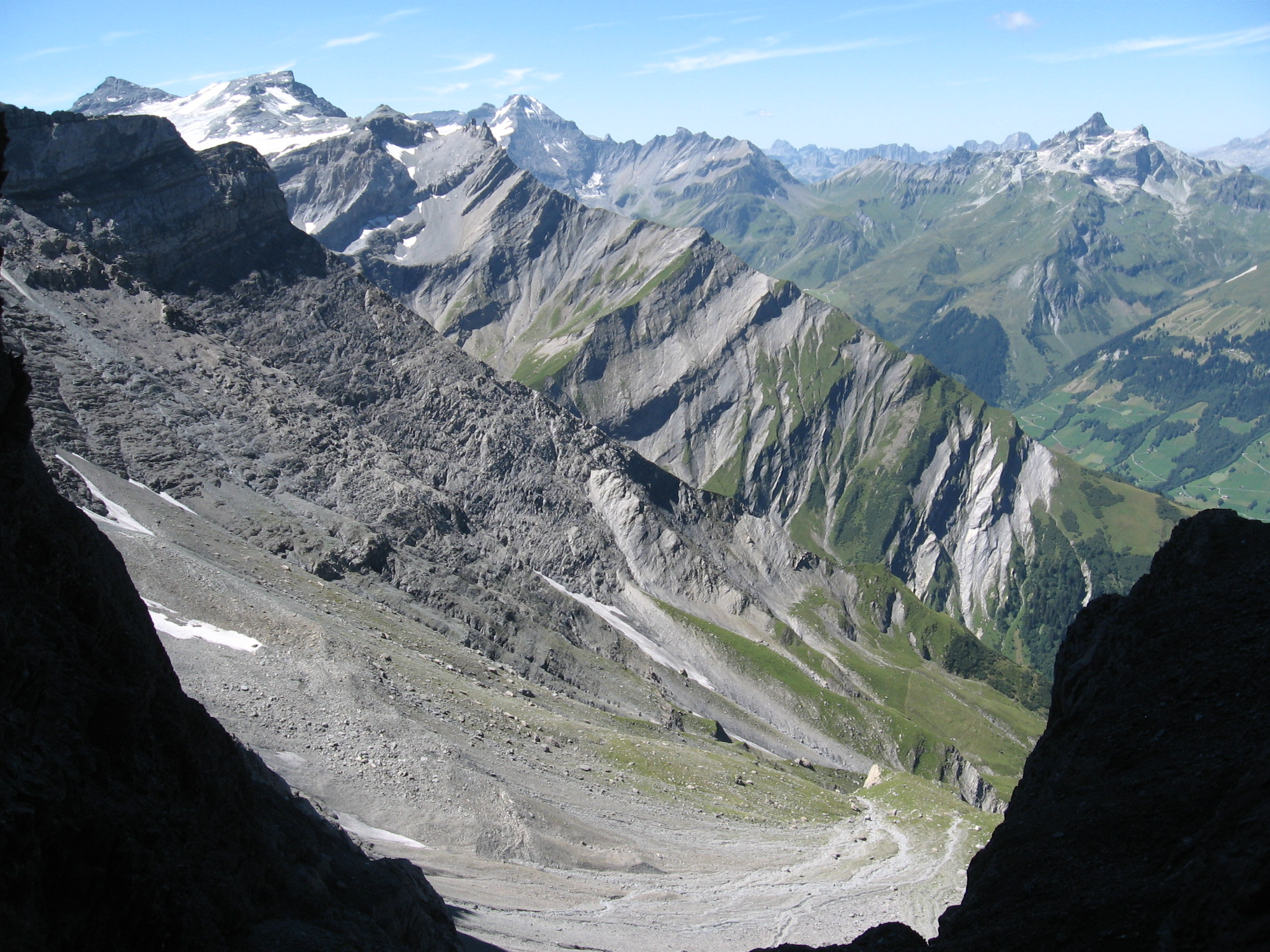
Sicht vom Martinsloch nach Westen
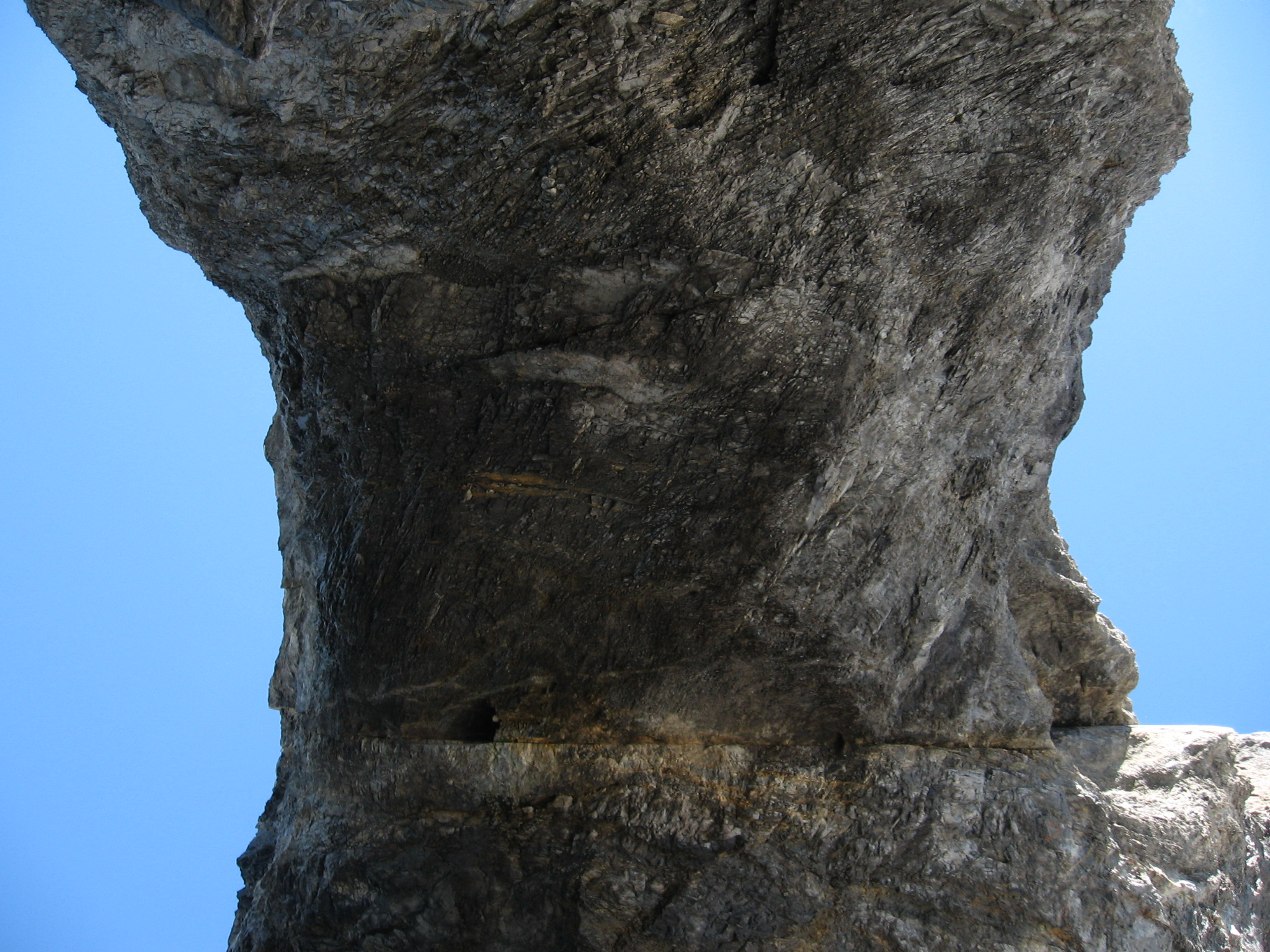
Der Bogen über dem Loch mit einer markanten Verwerfungslinie
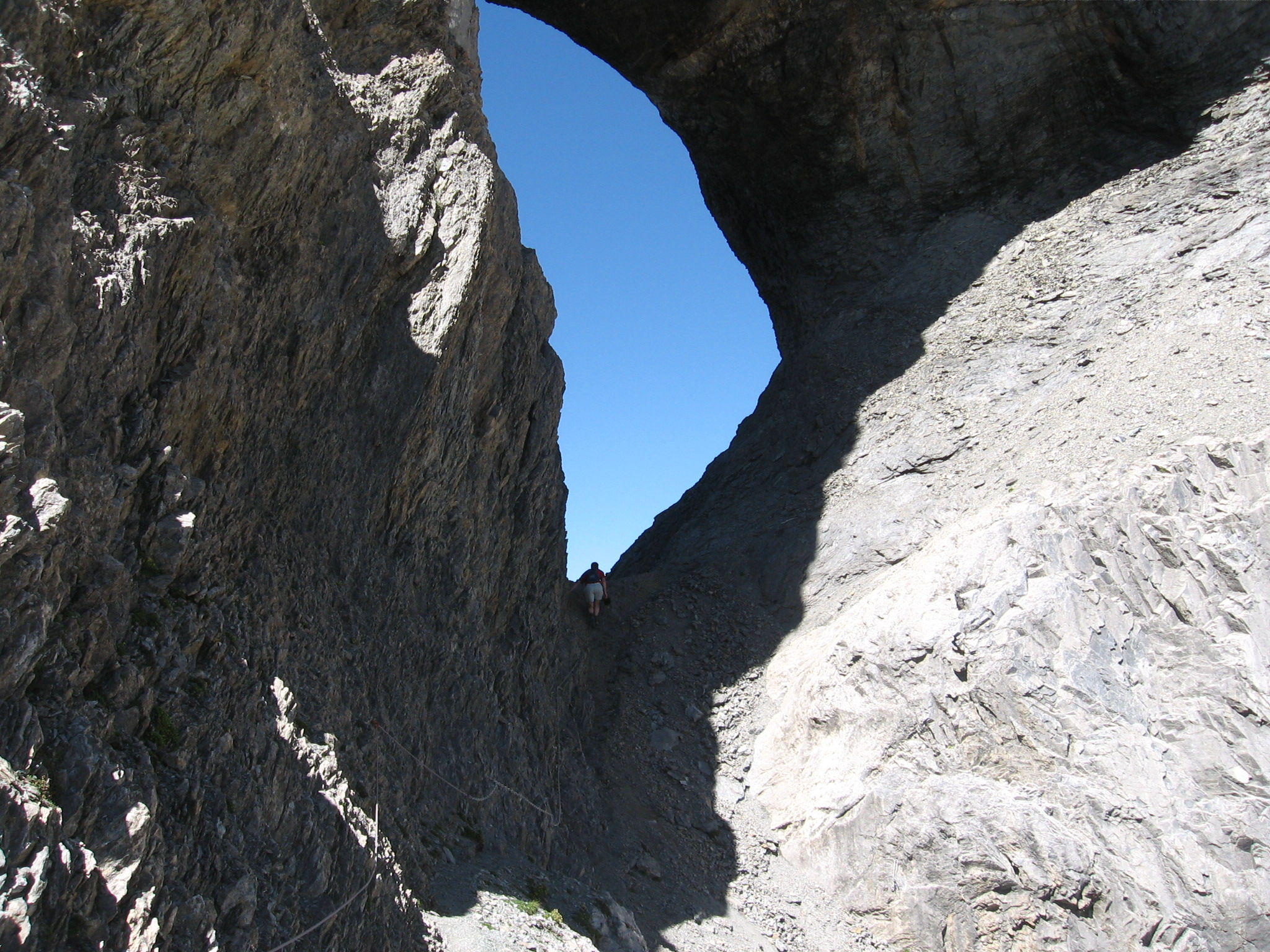
Martinsloch mit einer Person, die gerade den Scheitelpunkt erreicht zum Grössenvergleich